# Station Écaussinnes
Station Écaussinnes is een spoorwegstation langs spoorlijn 117 (Luttre - 's-Gravenbrakel) in de gemeente Écaussinnes. Vroeger bekend als Écaussinnes-Carrières, ter onderscheid van de halte Écaussinnes (later Écaussinnes-Nord genoemd) gelegen op de vroegere opgeheven spoorlijn 106.
Tevens vertrok hier spoorlijn 106 (Écaussinnes - Lembeek) en spoorlijn 107 (Écaussinnes - Haine-Saint-Pierre).
Sinds 5 juli 2013 zijn de loketten van dit station gesloten en is het een stopplaats geworden.

## Treindienst
| Serie       | Treinsoort          | Route | Bijzonderheden                                       |
| ----------- | ------------------- | --- | ---------------------------------------------------- |
| IC 11       | Intercity (NMBS)    | Binche – La Louvière-Centrum – Écaussinnes – Brussel-Zuid – Schaarbeek [ – Mechelen – Turnhout ]                                                           | Rijdt in het weekend tussen Binche en Schaarbeek.    |
| L 4350A     | L-trein (NMBS)      | La Louvière-Zuid – Écaussinnes – 's-Gravenbrakel | Rijdt op werkdagen tussen 's-Gravenbrakel en Manage. |
| P 7740/8740 | Piekuurtrein (NMBS) | Binche – La Louvière-Centrum – Écaussinnes – Brussel-Zuid – Schaarbeek                                                                                     | Rijdt alleen op werkdagen.                           |
| P 7770/8770 | Piekuurtrein (NMBS) | [ Manage – [ Luttre ] / [ Bergen – Quévy ] / [ Écaussinnes – 's-Gravenbrakel ] ] / [ La Louvière-Zuid – [ Bergen ] / [ Luttre ] / [ Charleroi-Centraal ] ] | Rijdt alleen op werkdagen.                           |

## Galerij

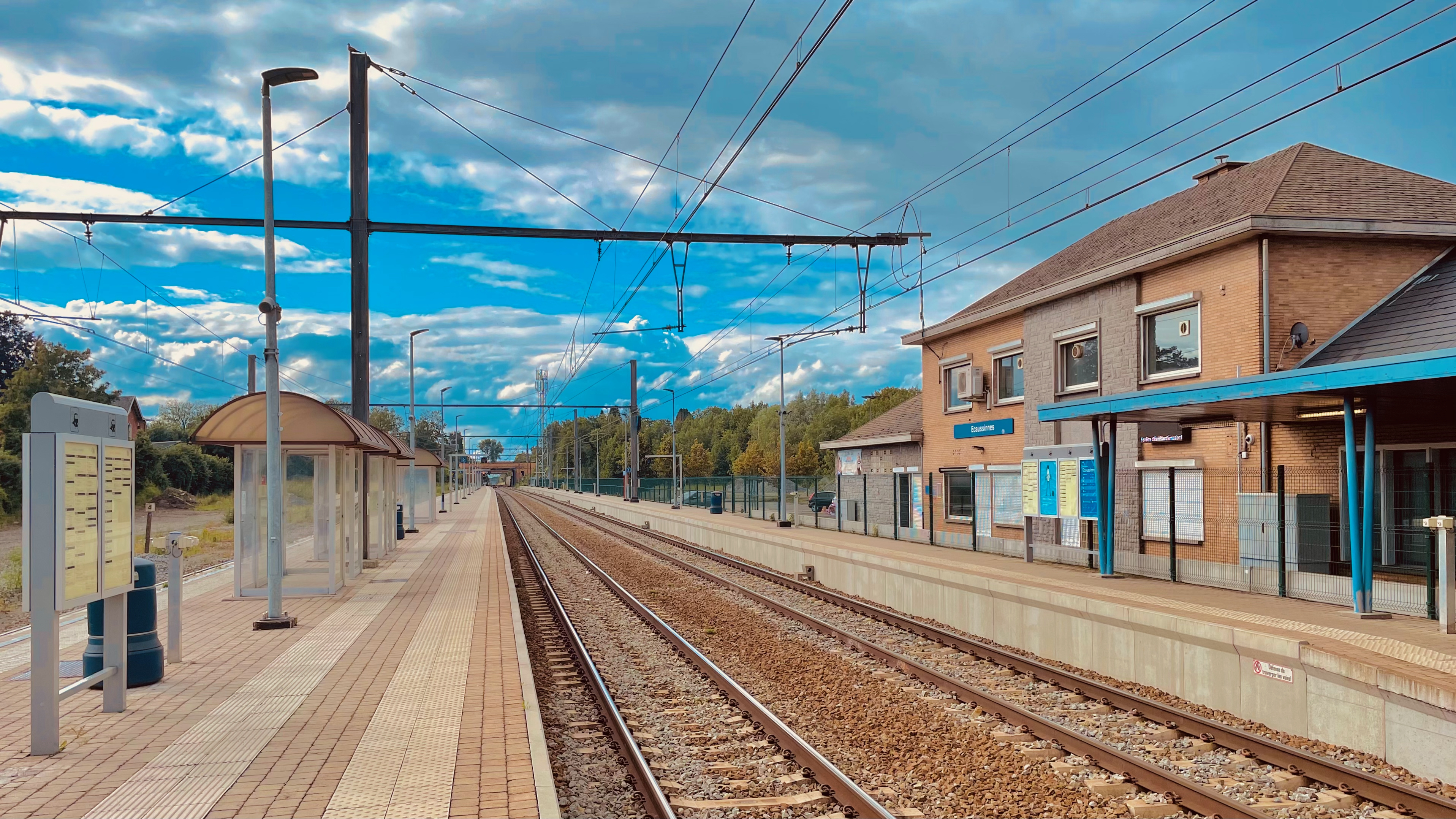
Zicht op de sporen
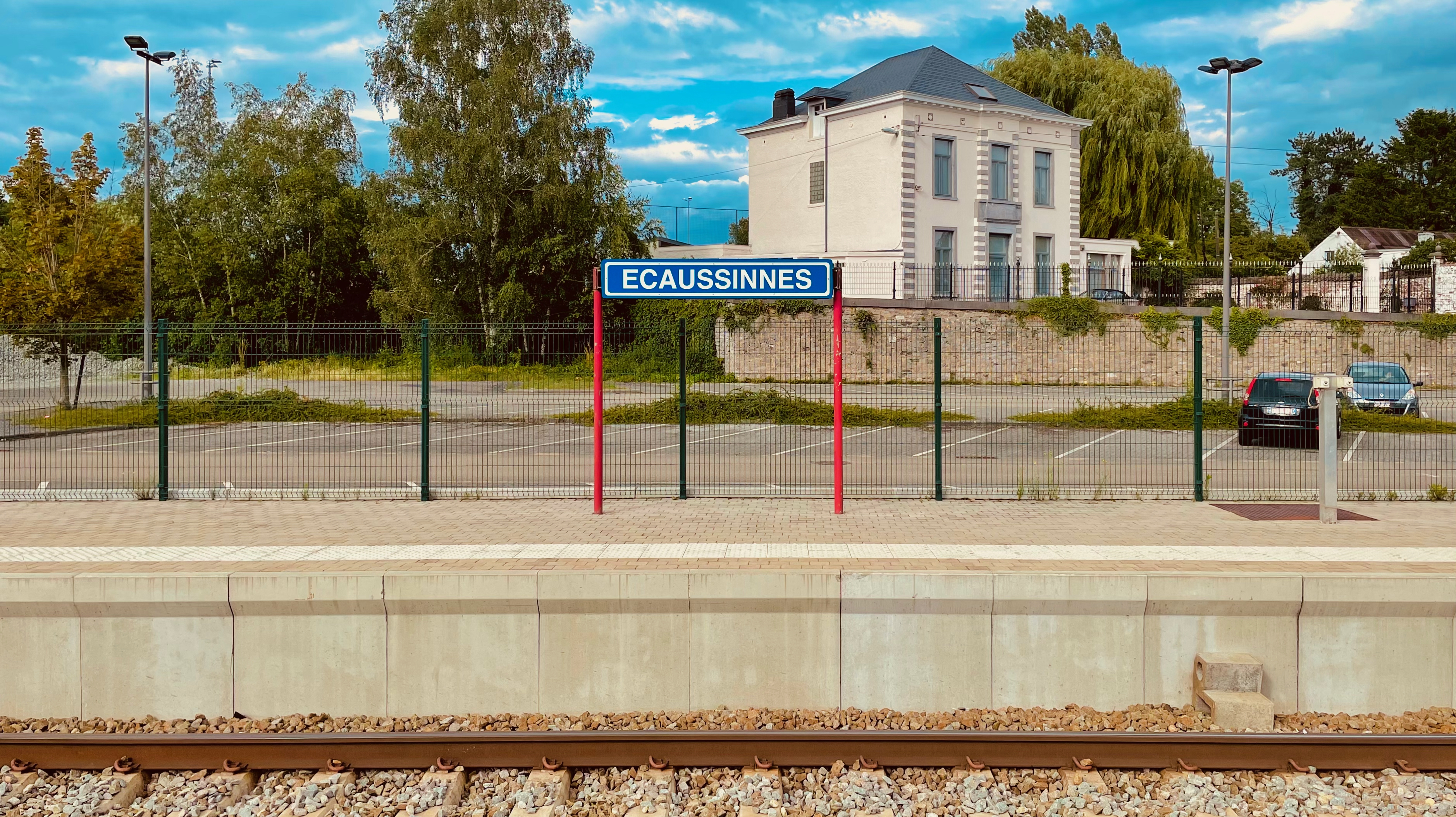
Plaatsnaambord
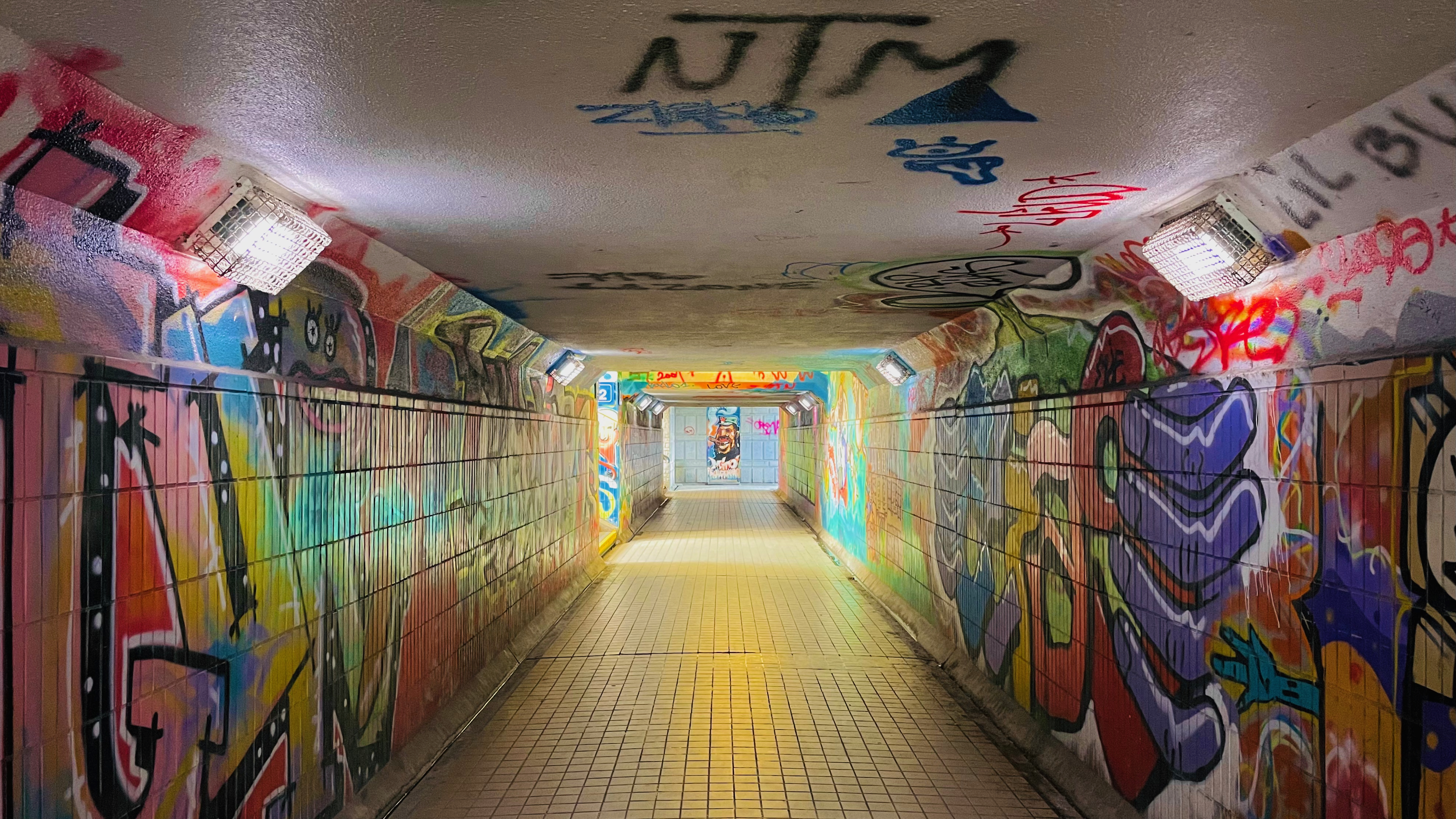
Voetgangerstunnel
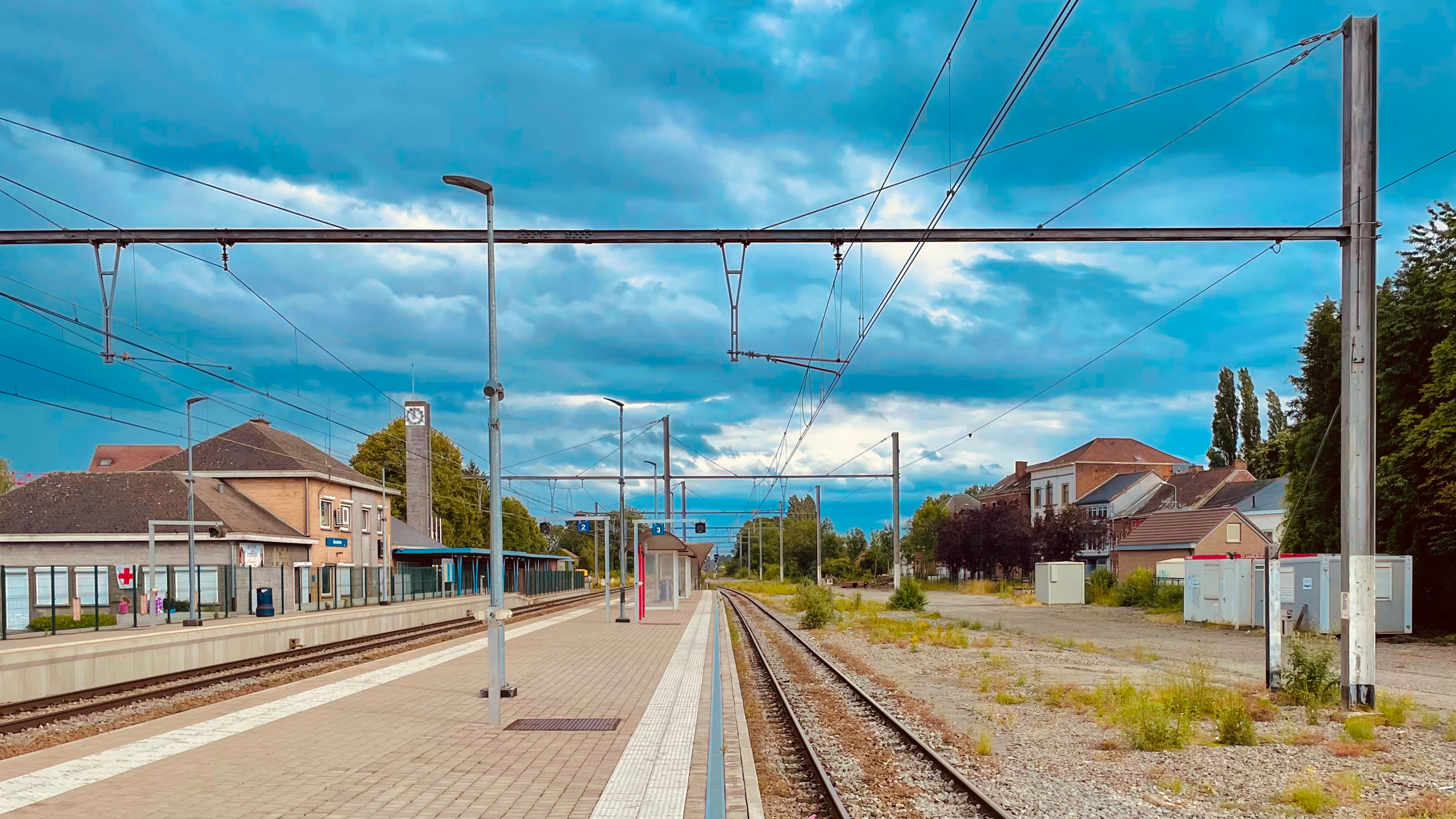
Zicht op het perron

## Reizigerstellingen
De grafiek en tabel geven het gemiddeld aantal instappende reizigers weer op een week-, zater- en zondag.
| Tabel: aantal instappende reizigers station Ecaussinnes | Tabel: aantal instappende reizigers station Ecaussinnes | Tabel: aantal instappende reizigers station Ecaussinnes | Tabel: aantal instappende reizigers station Ecaussinnes |
|                                                         | Weekdag                                                 | Zaterdag                                                | Zondag                                                  |
| ------------------------------------------------------- | ------------------------------------------------------- | ------------------------------------------------------- | ------------------------------------------------------- |
| 1977                                                    | 1 046                                                   | 260                                                     | 187                                                     |
| 1978                                                    | 1 126                                                   | 226                                                     | 201                                                     |
| 1979                                                    | 1 173                                                   | 254                                                     | 195                                                     |
| 1980                                                    | 1 173                                                   | 293                                                     | 245                                                     |
| 1981                                                    | 989                                                     | 263                                                     | 184                                                     |
| 1982                                                    | 960                                                     | 235                                                     | 162                                                     |
| 1983                                                    | 952                                                     | 173                                                     | 161                                                     |
| 1984                                                    | 832                                                     | 215                                                     | 148                                                     |
| 1985                                                    | 849                                                     | 276                                                     | 171                                                     |
| 1986                                                    | 807                                                     | 224                                                     | 156                                                     |
| 1987                                                    | 795                                                     | 210                                                     | 187                                                     |
| 1988                                                    | 906                                                     | 253                                                     | 192                                                     |
| 1989                                                    | 911                                                     | 245                                                     | 173                                                     |
| 1990                                                    | 850                                                     | 242                                                     | 158                                                     |
| 1991                                                    | 976                                                     | 228                                                     | 148                                                     |
| 1992                                                    | 959                                                     | 231                                                     | 186                                                     |
| 1993                                                    | 840                                                     | 179                                                     | 117                                                     |
| 1994                                                    | 934                                                     | 132                                                     | 111                                                     |
| 1995                                                    | 856                                                     | 124                                                     | 79                                                      |
| 1996                                                    | 847                                                     | 151                                                     | 83                                                      |
| 1997                                                    | 752                                                     | -                                                       | -                                                       |
| 1998                                                    | 618                                                     | 168                                                     | 120                                                     |
| 1999                                                    | 575                                                     | 176                                                     | 126                                                     |
| 2000                                                    | 602                                                     | 171                                                     | 94                                                      |
| 2001                                                    | 660                                                     | 144                                                     | 110                                                     |
| 2002                                                    | 641                                                     | 120                                                     | 114                                                     |
| 2003                                                    | 612                                                     | 144                                                     | 132                                                     |
| 2004                                                    | 643                                                     | 138                                                     | 136                                                     |
| 2005                                                    | 698                                                     | 188                                                     | 107                                                     |
| 2006                                                    | 641                                                     | 166                                                     | 122                                                     |
| 2007                                                    | 611                                                     | 181                                                     | 108                                                     |
| 2008                                                    | -                                                       | -                                                       | -                                                       |
| 2009                                                    | 568                                                     | 200                                                     | 111                                                     |
| 2010                                                    | -                                                       | -                                                       | -                                                       |
| 2011                                                    | -                                                       | -                                                       | -                                                       |
| 2012                                                    | 703                                                     | 141                                                     | 167                                                     |
| 2013                                                    | 809                                                     | 168                                                     | 158                                                     |
| 2014                                                    | 735                                                     | 256                                                     | 225                                                     |
| 2015                                                    | 690                                                     | 229                                                     | 240                                                     |
| 2016                                                    | 817                                                     | 205                                                     | 356                                                     |
| 2017                                                    | 754                                                     | 187                                                     | 160                                                     |
| 2018                                                    | 690                                                     | 164                                                     | 97                                                      |
| 2019                                                    | 710                                                     | 286                                                     | 257                                                     |
| 2020                                                    | 501                                                     | 174                                                     | 167                                                     |
| 2021                                                    | -                                                       | -                                                       | -                                                       |
| 2022                                                    | 716                                                     | 359                                                     | 639                                                     |
| 2023                                                    | 726                                                     | 386                                                     | 277                                                     |
| 2024                                                    | 900                                                     | 330                                                     | 275                                                     |

0,0: Lembeek ·
3,1: Klabbeek ·
5,8: Oostkerk ·
9,1: Virginal ·
11,3: Fauquez ·
13,0: Ronquières ·
15,6: Henripont ·
18,8: Écaussinnes-Nord ·
21,7: Écaussinnes
0,0: Écaussinnes ·
3,6: Mignault ·
8,6: Houdeng-Gœgnies
0,0: 's-Gravenbrakel ·
5,9: Écaussinnes ·
8,5: Marche-lez-Écaussinnes ·
12,0: Familleureux ·
14,2: Manage ·
18,6: Godarville ·
21,5: Gouy-lez-Piéton ·
24,6: Pont-à-Celles ·
26,9: Luttre